# Släkthistoriskt forum
Släkthistoriskt forum, ibland förkortad ShF, är en tidskrift för släktforskare.
Den började ges ut 1982 av föreningen Genealogisk ungdom i Göteborg och ersatte föreningens tidigare tidskrift Genealogisk ungdoms tidskrift, utgiven 1977–1981. Föreningen uppgick 1987 i det nybildade Sveriges släktforskarförbund som övertog utgivningen som fortgår.
Utgivningstakten var från början fyra nummer per år. Den ökades 1990 till sex nummer, men drogs redan 1991 ner till fem nummer.
Redaktörer:
- 1982–1986: Peter Olausson
- 1987–1991: Håkan Skogsjö
- 1991–1992: Thomas Edgren
- 1992–2001: Elisabeth Thorsell
- 2002–2006: Hans Egeskog
- 2007–2009: Crister Lindström
- 2009–2013: Peter Pettersson
- 2013–      Maria Bratt[1]